# Friends on Mushrooms Vol.3
Friends on Mushrooms Vol. 3 è un EP del gruppo psy-trance Infected Mushroom pubblicato il 13 giugno 2014 da Dim Mak Records.

## Tracce
1. Rise Up (feat. Savant) - 5:29
2. Kipod - 7:00
3. Bark - 4:09
4. Who Is There - 4:04